# Пјаноскафо-Лјатугеле (Козенца)
Пјаноскафо-Лјатугеле је насеље у Италији у округу Козенца, региону Калабрија.
Према процени из 2011. у насељу је живело 470 становника. Насеље се налази на надморској висини од 6 м.